# 承姓
承姓，汉字姓氏之一。

## 分布
- 中国：
  - 江苏省：常州市武进区、溧阳市、江阴市澄江、昆山市、启东市、金坛市、宜兴市、无锡市、
  - 安徽省：芜湖市、霍邱县、合肥、长丰县
  - 河南省：周口市商水县
  - 辽宁省：沈阳市
  - 湖北省：武汉市、钟祥市
  - 浙江省：嘉兴市、衢州市
  - 河南省：开封市
  - 吉林省：延吉市
  - 上海市：
  - 山东省：
  - 台灣：台北市  台南市 花蓮縣
- 韩国
  - 庆尚北道：浦项市飞鹤山
  - 光州：光山区

## 名人
- 承盆：春秋時期晉國大夫。
- 承宮：字少子，東漢侍中祭酒。
- 承暉：字維明，本名福興。金朝金紫光祿大夫、定國公。
- 承天秀：字鍾之，明朝錢塘知縣。
- 承淡安：針灸專家，澄江針灸學派的創始人。

## 外部連結
[在维基数据编辑]